# Komenda Rejonu Uzupełnień Brzeżany

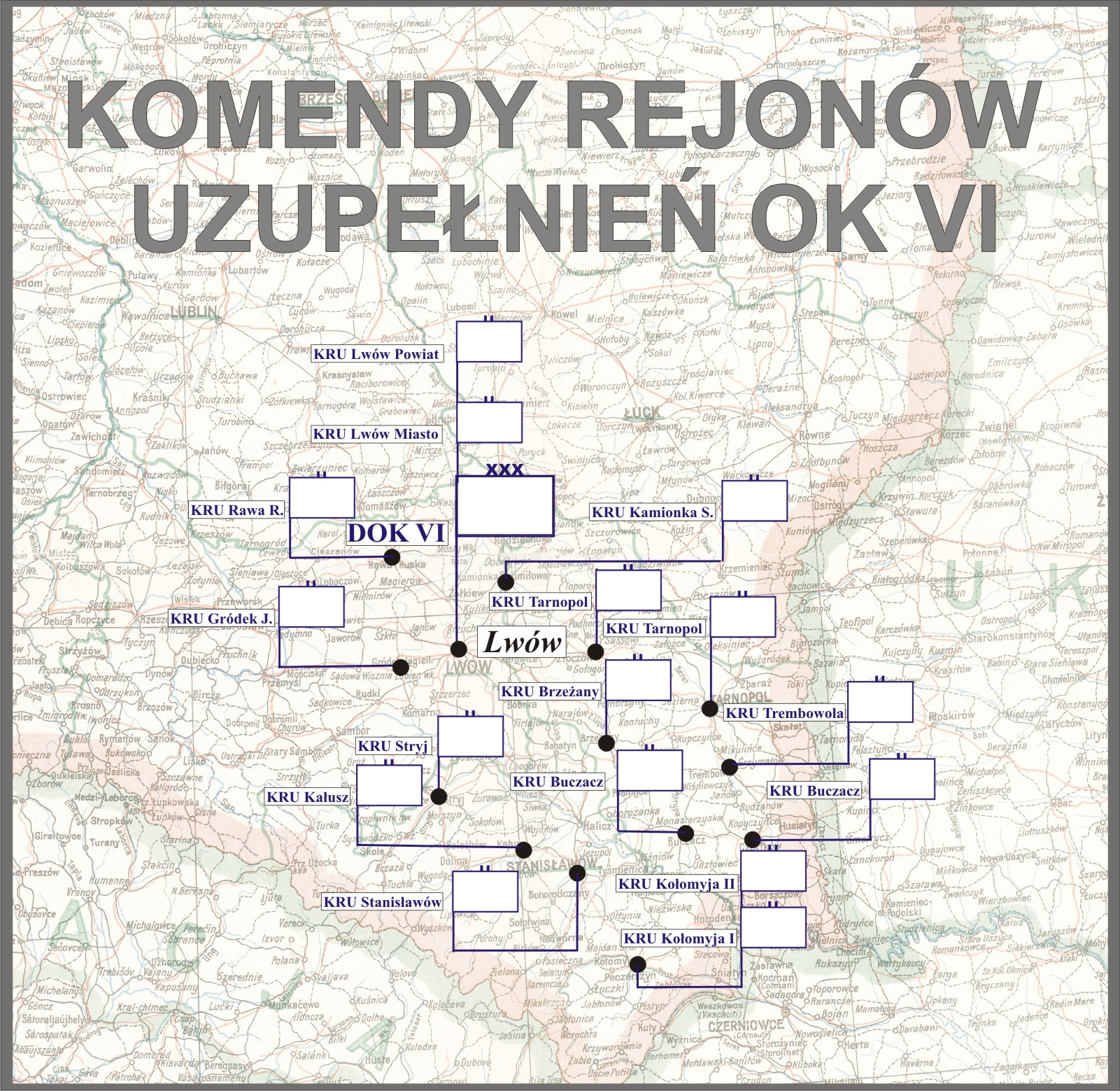
Komendy rejonów uzupełnień DOK VI

Komenda Rejonu Uzupełnień Brzeżany (KRU Brzeżany) – organ wojskowy właściwy w sprawach uzupełnień Sił Zbrojnych II Rzeczypospolitej i administracji rezerw w powierzonym mu rejonie.

## Historia komendy
12 czerwca 1919 roku minister spraw wojskowych rozkazem D.M.O 3314.IV zarządził utworzenie Powiatowej Komendy Uzupełnień Brzeżany z czasową siedzibą we Lwowie i podporządkował ją Okręgowej Komendzie Uzupełnień we Lwowie. PKU Brzeżany obejmowała powiaty: bóbrecki, brzeżański, podhajecki, przemyślański i rohatyński.
W latach 1920–1921 PKU 53 pp w Brzeżanach była podporządkowana Dowództwu Okręgu Generalnego „Lwów” i nadal obejmowała swoją właściwością powiaty: bóbrecki, brzeżański, podhajecki, przemyślański i rohatyński.
15 listopada 1921 roku, po wprowadzeniu podziału kraju na dziesięć okręgów korpusów oraz wprowadzeniu pokojowej organizacji służby poborowej, dotychczasowa PKU 53 pp została przemianowana na Powiatową Komendę Uzupełnień Brzeżany i podporządkowana Dowództwu Okręgu Korpusu Nr VI we Lwowie. PKU Brzeżany obejmowała swoją właściwością powiaty: brzeżański, podhajecki i rohatyński. Powiat bóbrecki został włączony do PKU Lwów Powiat, a powiat przemyślański do PKU Złoczów. W każdym mieście powiatowym rezydował oficer ewidencyjny.
Z dniem 1 czerwca 1922 roku została zlikwidowana gospoda inwalidzka przy PKU Brzeżany.
18 listopada 1924 roku weszła w życie ustawa z dnia 23 maja 1924 roku o powszechnym obowiązku służby wojskowej, a 15 kwietnia 1925 roku rozporządzenie wykonawcze ministra spraw wojskowych do tejże ustawy, wydane 21 marca tego roku wspólnie z ministrami: spraw wewnętrznych, zagranicznych, sprawiedliwości, skarbu, kolei, wyznań religijnych i oświecenia publicznego, rolnictwa i dóbr państwowych oraz przemysłu i handlu. Wydanie obu aktów prawnych wiązało się z przejęciem przez władze cywilne (administracji I instancji) większości zadań związanych z przygotowaniem i przeprowadzeniem poboru. Przekazanie większości zadań władzom cywilnym umożliwiło organom służby poborowej zajęcie się wyłącznie racjonalnym rozdziałem rekruta oraz ewidencją i administracją rezerw. Do tych zadań dostosowana została organizacja wewnętrzna powiatowych komend uzupełnień i ich składy osobowe. Poszczególne komendy różniły się między sobą składem osobowym w zależności od wielkości administrowanego terenu. Zadania i nowa organizacja PKU określone zostały w wydanej 27 maja 1925 roku instrukcji organizacyjnej służby poborowej na stopie pokojowej. W skład PKU Brzeżany wchodziły dwa referaty: I) referat administracji rezerw i II) referat poborowy. Nowa organizacja i obsada służby poborowej na stopie pokojowej według stanów osobowych L. O. I. Szt. Gen. 3477/Org. 25 została ogłoszona 4 lutego 1926 roku. Z tą chwilą zniesione zostały stanowiska oficerów ewidencyjnych.
12 marca 1926 roku została ogłoszona obsada personalna Przysposobienia Wojskowego, zatwierdzona rozkazem Dep. I L. 6000/26 przez pełniącego obowiązki szefa Sztabu Generalnego gen. dyw. Edmunda Kesslera, w imieniu ministra spraw wojskowych. Zgodnie z nową organizacją pokojową Przysposobienia Wojskowego zostały zlikwidowane stanowiska oficerów instrukcyjnych przy PKU, a w ich miejsce utworzone rozkazem Oddz. I Szt. Gen. L. 7600/Org. 25 stanowiska oficerów przysposobienia wojskowego w pułkach piechoty. Pełniący służbę na stanowisku oficera ewidencyjnego porucznik Bolesław Jan Borzemski powrócił do macierzystego 51 pp w Brzeżanach.
Od 1926 roku, obok ustawy o powszechnym obowiązku służby wojskowej i rozporządzeń wykonawczych do niej, działalność PKU Brzeżany normowała „Tymczasowa instrukcja służbowa dla PKU”, wprowadzona do użytku rozkazem MSWojsk. Dep. Piech. L. 100/26 Pob.
W marcu 1930 roku PKU Brzeżany była nadal podporządkowana DOK VI we Lwowie i administrowała powiatami: brzeżańskim, podhajeckim i rohatyńskim. W grudniu tego roku komenda posiadała skład osobowy typ I.
31 lipca 1931 roku gen. dyw. Kazimierz Fabrycy, w zastępstwie ministra spraw wojskowych, rozkazem B. Og. Org. 4031 Org. wprowadził zmiany w organizacji służby poborowej na stopie pokojowej. Zmiany te polegały między innymi na zamianie stanowisk oficerów administracji w PKU na stanowiska oficerów broni (piechoty) oraz zmniejszeniu składu osobowego PKU typ I–IV o jednego oficera i zwiększeniu o jednego urzędnika II kategorii. Liczba szeregowych zawodowych i niezawodowych oraz urzędników III kategorii i niższych funkcjonariuszy pozostała bez zmian.
1 lipca 1938 roku weszła w życie nowa organizacja służby uzupełnień, zgodnie z którą dotychczasowa PKU Brzeżany została przemianowana na Komendę Rejonu Uzupełnień Brzeżany przy czym nazwa ta zaczęła obowiązywać 1 września 1938 roku, z chwilą wejścia w życie ustawy z dnia 9 kwietnia 1938 roku o powszechnym obowiązku wojskowym. Obok wspomnianej ustawy i rozporządzeń wykonawczych do niej, działalność KRU Brzeżany normowały przepisy służbowe MSWojsk. D.D.O. L. 500/Org. Tjn. Organizacja służby uzupełnień na stopie pokojowej z 13 czerwca 1938 roku. Zgodnie z tymi przepisami komenda rejonu uzupełnień była organem wykonawczym służby uzupełnień .
Komendant rejonu uzupełnień w sprawach dotyczących uzupełnień Sił Zbrojnych i administracji rezerw podlegał bezpośrednio dowódcy Okręgu Korpusu Nr VI, który był okręgowym organem kierowniczym służby uzupełnień. Rejon uzupełnień nie uległ zmianie i nadal obejmował powiaty: brzeżański, podhajecki i rohatyński.

## Obsada personalna
Poniżej przedstawiono wykaz oficerów zajmujących stanowisko komendanta Powiatowej Komendy Uzupełnień i komendanta rejonu uzupełnień oraz wykaz osób funkcyjnych (oficerów i urzędników wojskowych) pełniących służbę w PKU i KRU Brzeżany, z uwzględnieniem najważniejszych zmian organizacyjnych przeprowadzonych w 1926 i 1938 roku.
Komendanci
- ppłk Gustaw Skala (od 12 VI 1919[24])
- płk piech. Oskar Brezany (1923[25][26] – II 1926 → dyspozycja dowódcy OK VI[27])
- mjr piech. Józef Sorokowski[a] (p.o. II 1926[29] – IV 1928[30] → dyspozycja dowódcy OK VI)
- ppłk tab. Erwin Rössner (XI 1928 – 1939[31])

Obsada pozostałych stanowisk funkcyjnych PKU w latach 1921–1925
- I referent – por. piech. / kanc. Adam Przybujewski (1923 – 1924)
- II referent – urzędnik wojsk. XI rangi / kpt. kanc. Edmund Aleksander Karol Stobierski (1923 – IV 1925[34] → II referent PKU Katowice)
- referent inwalidzki
  - kpt. piech. Marian Kollbek (do VII 1923[35] → I referent PKU Stanisławów)
  - urzędnik wojsk. XI rangi / por. kanc. Michał Michalski (od VII 1923[35])
- oficer instrukcyjny
  - por. piech. Tadeusz Mieczysław Kuliczkowski (do XII 1923[36] → PKU Gródek Jagielloński)
  - kpt. piech. Kazimierz Pretsch[b] (I[38] – V 1924[39] → 51 pp)
  - por. piech. Bolesław Jan Borzemski (od V 1924[39])
- oficer ewidencyjny na powiat brzeżański – por. kanc. Michał Bartosiewicz (od 4 VI 1923[40])
- oficer ewidencyjny na powiat rohatyński
  - urzędnik wojsk. X rangi Antoni Stacherski (do I 1924[41] → PKU Gródek Jagielloński)
  - por. kanc. Tadeusz Mieczysław Kuliczkowski (1924 – II 1926[42] → kierownik II referatu PKU Kamionka Strumiłowa)
- oficer ewidencyjny na powiat podhajecki
  - por. kanc. Tadeusz Mieczysław Kuliczkowski (od I 1924[41])
  - urzędnik wojsk. XI rangi / por. kanc. Stanisław Prokop

Obsada pozostałych stanowisk funkcyjnych PKU w latach 1926–1938
- kierownik I referatu administracji rezerw i zastępca komendanta
  - mjr Czesław Bereza (II 1926 – II 1927[45] → kierownik I referatu PKU Stanisławów)
  - kpt. piech. Marian Wincenty Kollbek (II 1927[45] – VI 1938 → kierownik I referatu KRU)
- kierownik II referatu poborowego
  - por. piech. Adam Przybujewski (II 1926 – IV 1928[46][47] → dyspozycja dowódcy OK VI)
  - kpt. piech. Karol Glazur (IV 1928[48] – VI 1930[49] → referent PKU Bochnia)
  - kpt. kanc. Michał Bartosiewicz[c] (IX 1930 – 1 I 1933[53] → praktyka u płatnika 51 pp)
  - kpt. piech. Bolesław Henryk Janicki (1 XII 1932[54] – 1938[55] → kierownik I referatu ewidencji KRU Warszawa Miasto IV)
- referent – por. / kpt. kanc. Michał Bartosiewicz (II 1926 – IX 1930[56] → kierownik II referatu)
- referent inwalidzki – por. kanc. Michał Michalski (II 1926 – III 1927[57] → referent inwalidzki PKU Gródek Jagielloński)

Obsada pozostałych stanowisk funkcyjnych KRU w latach 1938–1939
- kierownik I referatu ewidencji – kpt. adm. (piech.) Marian Wincenty Kollbek[e] (→ komendant Obwodu Podhajce AK)
- kierownik II referatu uzupełnień – kpt. adm. (art.) Roman Pruc[f]